# Big Sandy (Texas)
Big Sandy è un comune (town) degli Stati Uniti d'America della contea di Upshur nello Stato del Texas. La popolazione era di 1.343 abitanti al censimento del 2010.

## Geografia fisica
Secondo lo United States Census Bureau, la città ha una superficie totale di 4,32 km², dei quali 4,22 km² di territorio e 0,1 km² di acque interne (2,34% del totale).

## Società

### Evoluzione demografica
Secondo il censimento del 2010, la popolazione era di 1.343 abitanti.

### Etnie e minoranze straniere
Secondo il censimento del 2010, la composizione etnica della città era formata dall'82,73% di bianchi, il 13,18% di afroamericani, lo 0,22% di nativi americani, lo 0,52% di asiatici, lo 0% di oceanici, l'1,79% di altre razze, e l'1,56% di due o più etnie. Ispanici o latinos di qualunque razza erano il 5,44% della popolazione.